# Waipara

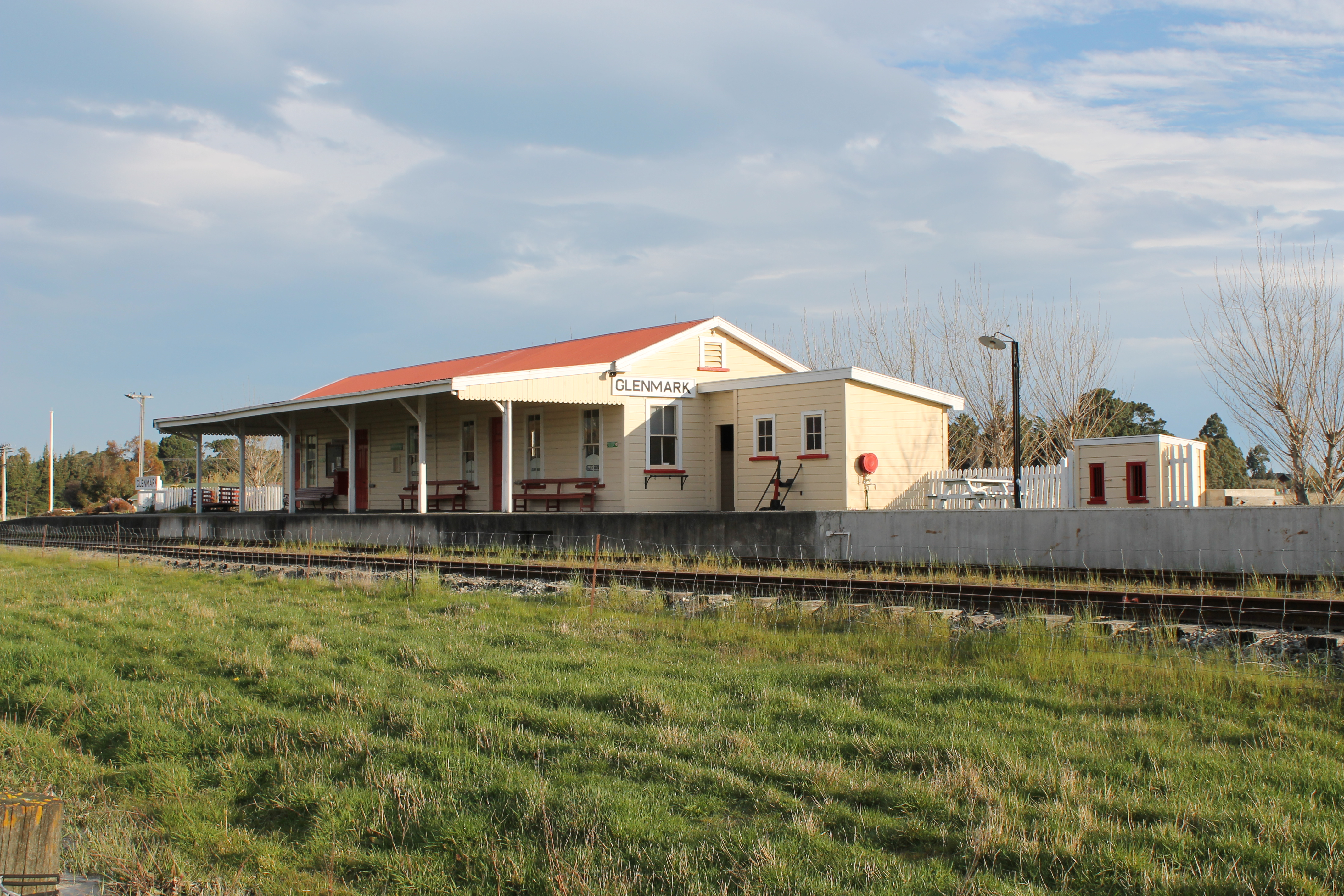
Estación de Glenmark

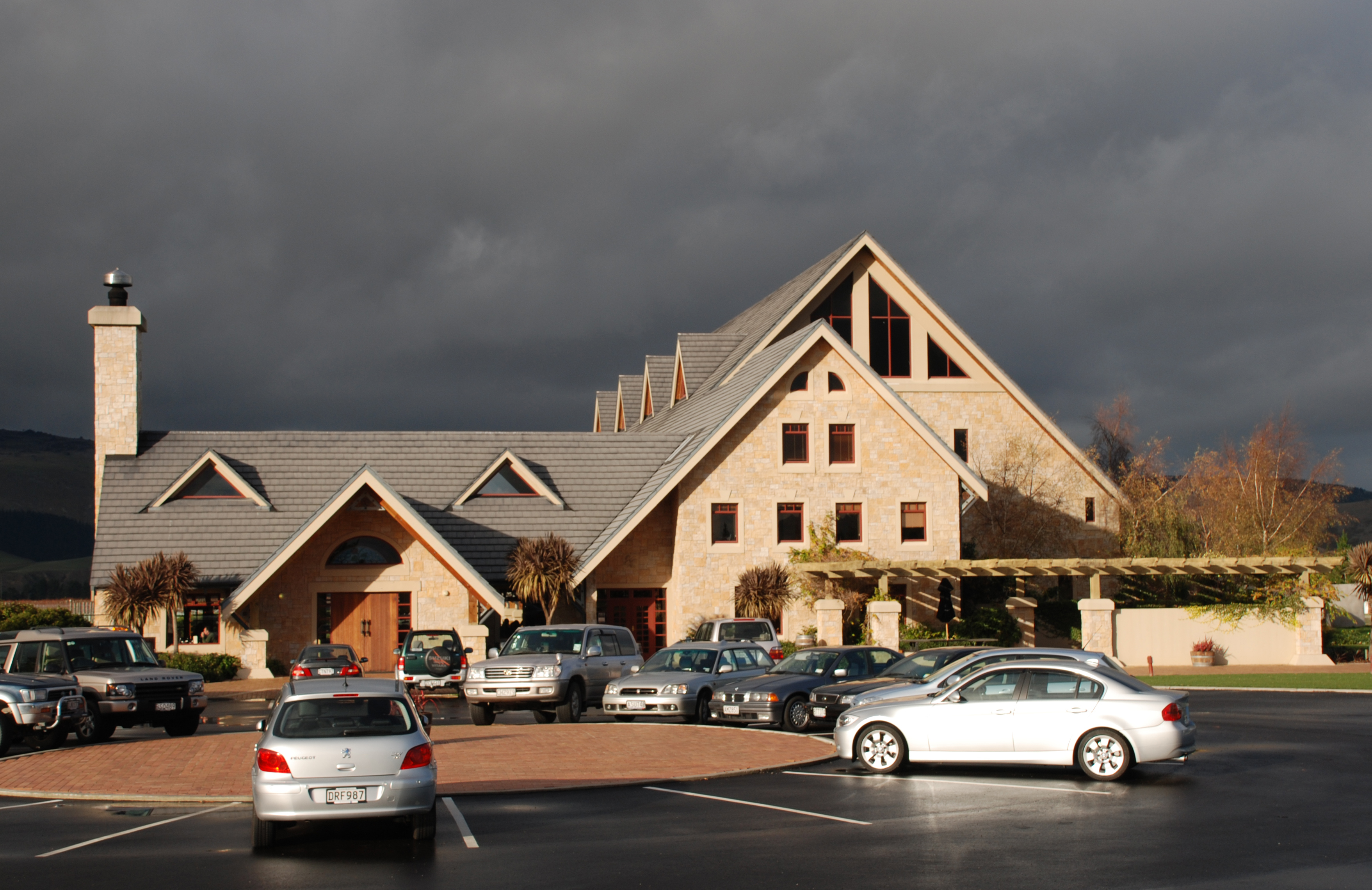
Bodega Mud House

Waipara es una localidad neozelandesa de la región de Canterbury situada a orillas del río Waipara y en uno de los puntos del Triángulo Alpino del Pacífico, el cual incluye los principales centros turísticos de Hanmer Springs y Kaikoura.
La ciudad es sede de la empresa ferroviaria Weka Pass Railway, y tiene un tramo de 12 km desde Waikari y la antigua ruta de la línea de Waiau.

## Economía
Debido a las altas temperaturas durante el verano austral y las bajas precipitaciones (a diferencia de otras regiones vinícolas del país), Waipara es conocida por sus viñedos, donde se producen Pinot Noir, Riesling y Chardonnay.
Hay cerca de veintiséis bodegas y ochenta viñedos, y anualmente se produce aproximadamente 100.000 cajas al año de media.